# Двигатель Toyota RZ
Toyota RZ — рядный четырёхцилиндровый бензиновый двигатель внутреннего сгорания, выпускавшийся японской компанией Toyota Motor Corporation с 1989 по 2004 год. Серия RZ использует чугунный блок цилиндров и алюминиевую головку блока цилиндров с клапанными механизмами SOHC и DOHC. Также двигатель имеет электронную инжекторную систему подачи топлива (EFI), 2—4 клапана на цилиндр и кованные шатуны.

## 1RZ
1RZ является 2,0-литровым (1998 см3) двигателем, который выпускался с 1989 по 2004 год. Его диаметр цилиндра и ход поршня составляют 86 мм. Мощность составляет 74 кВт (100 л. с.) при 5400 об/мин, а крутящий момент — 162 Н⋅м при 2400 об/мин.

### Устанавливался на
- 1989—1993 Toyota HiAce

### 1RZ-E
1RZ-E являлся версией 1RZ с электронным впрыском топлива. При степени сжатия 9,0:1 мощность составляет 81 кВт (110 л. с.) при 5200 об/мин, а крутящий момент — 167 Н⋅м при 2600 об/мин. Красная зона в пределах 5500 об/мин.

#### Устанавливался на
- 1989—2004 Toyota HiAce
- 1998—2001 Toyota Hilux
- 2000—2004 Toyota Kijang/Revo/Venture

## 2RZ
Объём двигателя 2RZ составляет 2,4 л (2438 см3). Диаметр цилиндра и ход поршня составляют 95 × 86 мм. Существовали разные варианты головок блока цилиндров и систем подачи топлива.

### 2RZ-E

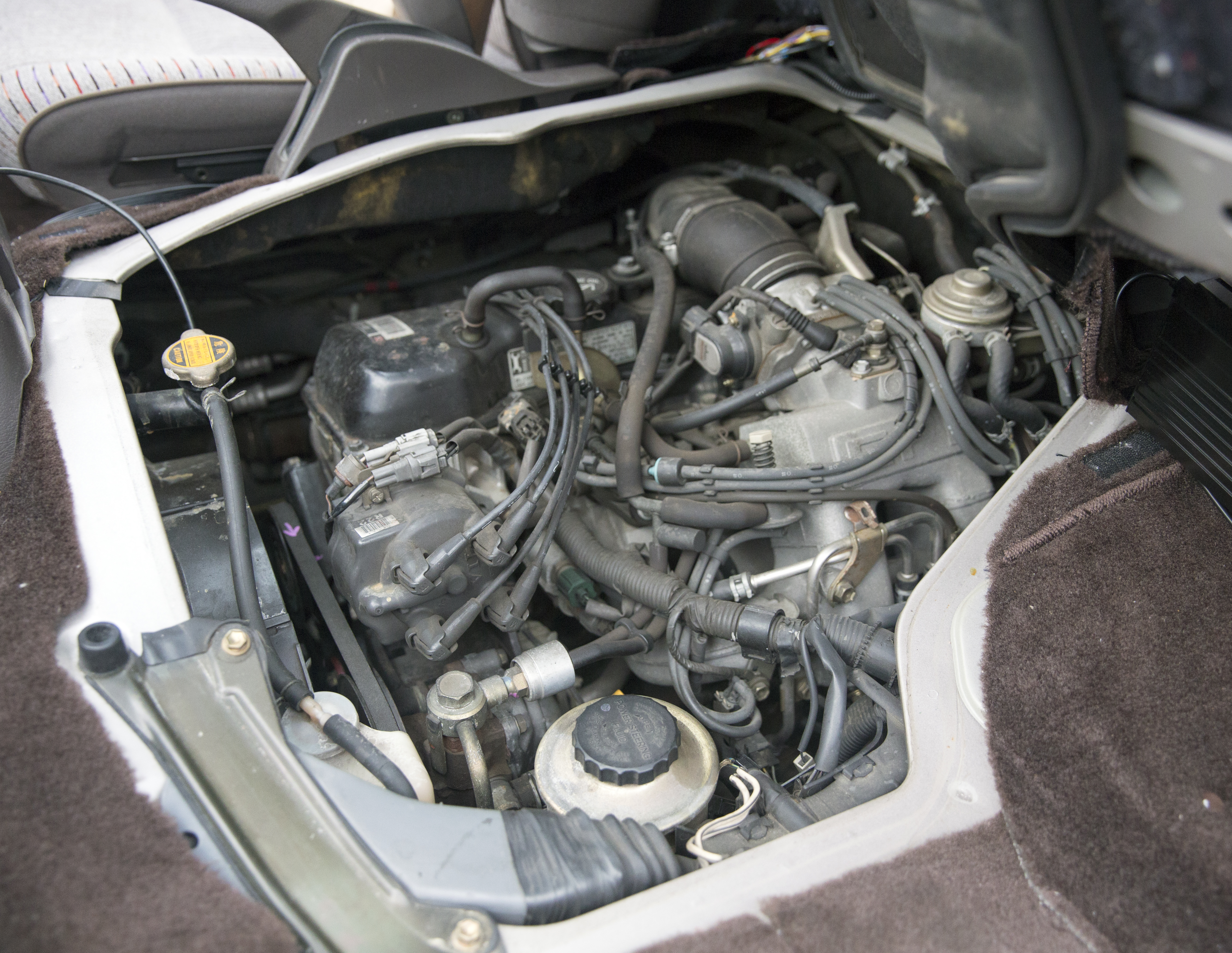
2RZ-E

2RZ-E являлся двигателем с клапанным механизмом SOHC и двумя клапанами на цилиндр. Его мощность составляет 88 кВт (120 л. с.) при 5200 об/мин. Первоначально двигатель выпускался с системой индукции карбюратора, а позже — с электронным впрыском топлива. В Австралии октановое число составило 91.

#### Устанавливался на
- 1989—2004 Toyota HiAce (RZH1xx)

### 2RZ-FE
Степень сжатия двигателя 2RZ-FE составляет 9,5:1, мощность — 106 кВт (142 л. с.) при 5000 об/мин, а крутящий момент — 217 Н⋅м при 4000 об/мин. Двигатель не оснащён балансирными валами. У двигателя 4 клапана на цилиндр и клапанный механизм DOHC. В Китае двигатель назывался 4RB1/4RB2. Также существовала версия 4RB3 объёмом 2,2 л (2185 см3) с диаметром цилиндра 91 мм и ходом поршня 84 мм. Расстояние между отверстиями 102,5 мм.

#### Устанавливался на
- 1995—2004 Toyota Tacoma 4x2
- 1998—2004 Toyota Hilux
- 1999—2006 ARO 24

## 3RZ

### 3RZ-FE

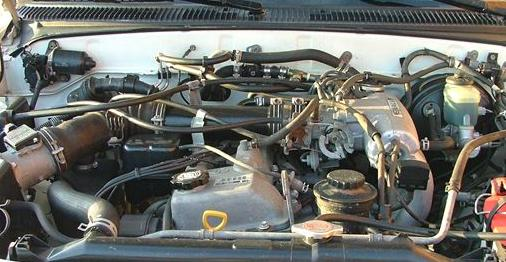
3RZ-FE

Объём двигателя 3RZ-FE составляет 2,7 л (2693 см3), диаметр цилиндра и ход поршня — 95 мм, степень сжатия — 9,5:1. Мощность составляет 112 кВт (150 л. с.) при 4800 об/мин, а крутящий момент — 240 Н⋅м при 4000 об/мин. Двигатель оснащён двумя балансирными валами с цепным приводом и содержит 4 клапана на цилиндр и клапанный механизм DOHC.

#### Устанавливался на
- 1995—2004 Toyota Tacoma[14]
- 1996—2000 Toyota 4Runner
- 1994—1998 Toyota T100
- 1995—2002 Granvia
- 1995—2004 Toyota Hilux
- 1990—2004 Toyota HiAce
- 2001 Волга ГАЗ-3111 (Россия)
- 2001—2009 Toyota Land Cruiser Prado (Венесуэла)
- 1996—2004 Toyota Land Cruiser Prado
- 1998—2002 Toyota Touring Hiace